# 四地方評議会

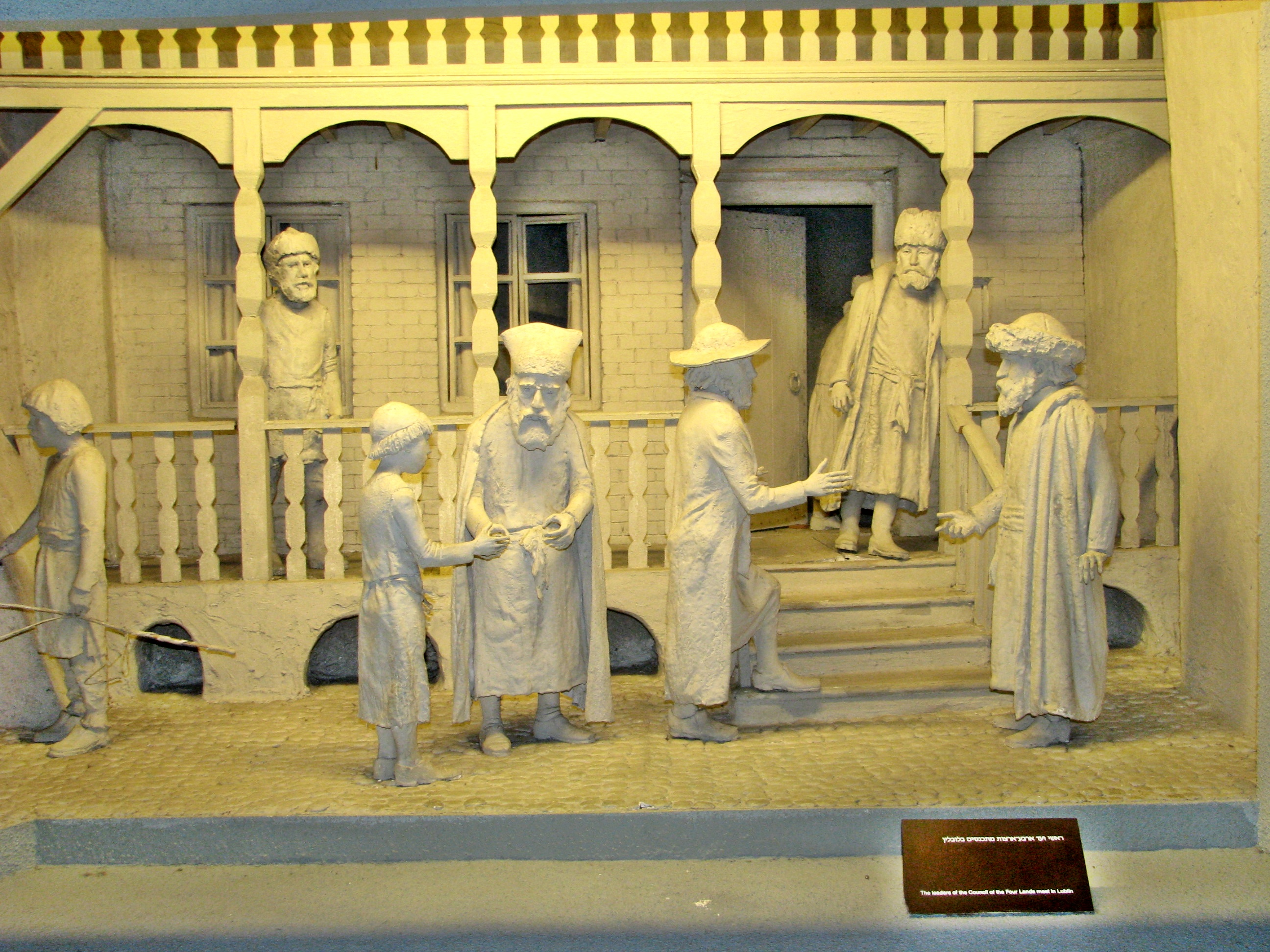
四地方評議会の指導者たちの会合（テルアビブディアスポラ博物館の展示品）

四地方評議会（しちほうひょうぎかい、ヘブライ語: ועד ארבע ארצות、Va'ad Arba' Aratzot、ポーランド語: Sejm Czterech Ziem、、ポーランド語: Sejm Żydowski、ラテン語: Congressus Generalis Iudaicus 、 Congressus Generalis Iudaeorum）はポーランド・リトアニア共和国において16世紀後半から1764年までの間ユダヤ人の権威の中心機能を果たした機関であり、本部はルブリンに置かれた。評議会の最初の決議は1580年に可決されたと記録されている。70人の各地のケヒッラー（ユダヤ人居住区）の代表がユダヤ人コミュニティにとって重要な課税やその他の問題を議論するために集まった。四地方とは、大ポーランド、小ポーランド、ポジーリャを含むガリツィア、ヴォルィーニである。評議会の最も初期の形態は、1514年にポーランド王・リトアニア大公ジグムント1世によって組織されたもので、ボヘミアのアブラハムが責任者となった。
この評議会は三地方評議会あるいは五地方評議会と呼ばれることもあった。1623年にリトアニア大公国地域のユダヤ人コミュニティーがこの評議会を脱退してリトアニア国評議会（Va’ad Medinat LitaIn）を結成した。

## 活動内容
評議会は立法、行政、司法、精神的・文化的の4つの分野の活動を行った。